# Shelby McEwen
Shelby McEwen (Abbeville, 6 aprile 1996) è un altista statunitense.

## Carriera
Nato ad Abbeville, nello stato americano del Mississippi, McEwen frequenta la Oxford High School, per poi iscriversi al Northwest Mississippi Community College nel 2015, unendosi alle squadre di pallacanestro e atletica leggera; nello stesso anno, si laurea campione federale nel salto in alto. Nel 2018, si iscrive all'Università dell'Alabama a Tuscaloosa, dove entra a far parte della squadra di atletica dell'istituto, gli Alabama Crimson Tide: quindi, partecipa alle stagioni di atletica indoor e outdoor nello stesso anno e nel 2019, venendo incluso in entrambi i casi nella formazione All-American, e vincendo il torneo indoor della NCAA nel 2019, con la misura di 2,29 m.
Nel giugno dello stesso anno, McEwen prende parte ai campionati nazionali della USA Track & Field, arrivando secondo nella prova di salto in alto (con la misura di 2,30 m) e qualificandosi per i Mondiali dell'ottobre seguente a Doha; nella prova di salto in alto maschile di quest'ultima competizione, risulta il primo degli esclusi dalla finale, avendo saltato 2,26 m.
Nel giugno del 2021, durante i Trial olimpici statunitensi a Eugene, McEwen giunge terzo nella prova di salto in alto (saltando 2,30 m); il 30 luglio seguente, nella finale del salto in alto maschile alle Olimpiadi di Tokyo, si classifica al dodicesimo posto, dopo aver saltato 2.27 m.
Il 18 luglio 2022, durante i Mondiali di atletica a Eugene, conclude la finale del salto in alto al quinto posto, con la misura di 2,30 m; nell'edizione dell'anno seguente, invece, si classifica al settimo posto in finale, avendo saltato 2,29 m.
Il 3 marzo 2024, durante la finale del salto in alto ai mondiali indoor di atletica a Glasgow, McEwen vince la medaglia d'argento, con la misura di 2,28 m. Il 10 agosto seguente, nella finale della stessa specialità ai Giochi olimpici di Parigi, salta 2,36 m, stabilendo un nuovo record personale, e finendo a pari merito con Hamish Kerr; nel conseguente spareggio, vince la medaglia d'argento.

## Palmarès
| Anno | Manifestazione  | Sede     | Evento        | Risultato | Prestazione | Note                          |
| ---- | --------------- | -------- | ------------- | --------- | ----------- | ----------------------------- |
| 2019 | Mondiali        | Doha     | Salto in alto | 13º (q)   | 2,26 m      |                               |
| 2021 | Giochi olimpici | Tokyo    | Salto in alto | 12º       | 2,27 m      |                               |
| 2022 | Mondiali        | Eugene   | Salto in alto | 5º        | 2,30 m      |                               |
| 2023 | Mondiali        | Budapest | Salto in alto | 7°        | 2,29 m      |                               |
| 2024 | Mondiali indoor | Glasgow  | Salto in alto | Argento   | 2,28 m      |                               |
| 2024 | Giochi olimpici | Parigi   | Salto in alto | Argento   | 2,36 m      | Miglior prestazione personale |